# Leporinus copelandii
Leporinus copelandii är en fiskart som beskrevs av Steindachner, 1875. Leporinus copelandii ingår i släktet Leporinus och familjen Anostomidae. Inga underarter finns listade i Catalogue of Life.